# Nydia Pereyra-Lizaso
Pour les articles homonymes, voir Pereyra et Lizaso (homonymie).
Nydia Pereyra-Lizaso, née le 12 mai 1920 à Rocha et morte le 2 novembre 1998, est une compositrice, pianiste et professeur de musique uruguayenne.

## Biographie
Nydia Pereyra-Lizaso naît à Rocha, en Uruguay. Elle étudie la musique avec Dolores Bell et Carmen Barrera au conservatoire de Teresiano à Rocha et à Montevideo avec Wilhelm Kolischer pour le piano, Tomás Mujica pour le contrepoint et la fugue et Enrique Casal-Chapí pour la composition. Après avoir terminé ses études, elle travaille comme compositrice et enseigne la musique au conservatoire Kolischer.
Les œuvres de Pereyra-Lizaso sont jouées à travers le monde entier. Son Four miniatures for violin and viola remporte le prix de musique de chambre GEDOK à Mannheim en 1966. Elle remporte également le prix Casa de Teatro en 1959, 1964, 1966, 1967 et 1978 pour ses musiques de scène, pour des pièces jouées par la Comedia Nacional de Montevideo. Elle publie plusieurs œuvres pédagogiques écrites pour enfants,.

## Œuvres
- Sarabande pour piano
- Divertimento pour cordes
- Adagio et Allegro, clarinette, pianoforte, 1958
- Allegro et Andante, clarinette basse, pianoforte, 1965
- Quatre miniatures, violon, alto, clarinette, 1966
- Song about Juan Ramon Gimenez, violon, pianoforte, 1954
- 2 Songs (texte C. Gómez Martínez), violon, pianoforte 1956
- 3 Songs (texte E. de Cáceres), vocal ou chœur, 1956
- 6 Songs (texte R.M. Rilke ), Mezzo-soprano, pianoforte, 1959
- 3 Songs (E. de Cáceres), Soprano, pianoforte, 1967
- Sonate pour pianoforte no 1, 1955
- Sonate no 2, 1958
- Sonatine, 1967
- 3 pieces for children, 1967
- Sonatine en sol majeur, 1963
- Deux miniatures, 1968